# Sniper: Ghost Warrior (jeu vidéo)
Sniper: Ghost Warrior est un jeu vidéo de tir en vue à la première personne développé et édité par  City Interactive.

## Accueil
- Game Revolution : 0,5/5[1]
- GameSpot 6/10 (X360)[2] - 5,5/10 (PC)[3]
- IGN : 5/10 (PC, X360)[4] - 4,5/10 (PS3)[5]
- Jeuxvideo.com : 8/20 (X360)[6] - 11/20 (PS3)[7]

Le jeu a reçu l'année de sa sortie des patches (ex: v1.3) destinés à améliorer l'IA et la furtivité entre autres.